# ۸۷۸ (خورشیدی)
۸۷۸ هشتصد و هفتاد و هشتمین سال هجری خورشیدی است.